# Championnats panaméricains de VTT 2019
Navigation
Édition précédente Édition suivante
Les Championnats panaméricains de VTT 2019 ont lieu du 3 avril au 10 novembre 2019 dans divers lieux. Du 3 au 6 avril, Aguascalientes au Mexique accueille les compétitions de cross-country et cross-country eliminator, alors que les épreuves de descente sont organisées du 12 au 14 avril 2019 à  Villa La Angostura en Argentine et les épreuves de cross-country marathon ont lieu le 10 novembre à Cable Carril en Argentine.

## Résultats

### Cross-country
| Épreuves               | Or                                                                                           | Argent                                                                              | Bronze                                                                                           |
| ---------------------- | -------------------------------------------------------------------------------------------- | ----------------------------------------------------------------------------------- | ------------------------------------------------------------------------------------------------ |
| Hommes élites          | Raphaël Gagné                                                                                | Gerardo Ulloa                                                                       | Fabio Castañeda                                                                                  |
| Hommes moins de 23 ans | Christopher Blevins                                                                          | Martín Vidaurre                                                                     | Fernando Contreras                                                                               |
| Hommes juniors         | Adair Gutierrez                                                                              | Riley Amos                                                                          | Gustavo de Oliveira                                                                              |
| Femmes élites          | Kate Courtney                                                                                | Erin Huck                                                                           | Daniela Campuzano                                                                                |
| Femmes moins de 23 ans | Haley Batten                                                                                 | Monserrath Rodríguez                                                                | Ana Roa                                                                                          |
| Femmes juniors         | Natalia Torres                                                                               | Catalina Vidaurre                                                                   | Valentina Garces                                                                                 |
| Relais mixte           | Mexique Gerardo Ulloa Amando Martinez Daniela Campuzano Monserrath Rodríguez Esteban Herrera | États-Unis Christopher Blevins Riley Amos Erin Huck Haley Batten Luke Vrouwenvelder | Argentine Fernando Contreras Francisca Chiesa Santiago Chiesa Sofía Gómez Villafañe Catriel Soto |

### Cross-country eliminator
| Épreuves | Or           | Argent        | Bronze         |
| -------- | ------------ | ------------- | -------------- |
| Hommes   | Jhon Garzón  | Emilio Azcona | Joel García    |
| Femmes   | Fatima Hijar | Miryam Núñez  | Yenifer Prieto |

### Cross-country marathon
| Épreuves | Or           | Argent        | Bronze       |
| -------- | ------------ | ------------- | ------------ |
| Hommes   | Luís Delgado | Bruno Martins | Jorge Macias |

### Descente
| Épreuves | Or               | Argent         | Bronze        |
| -------- | ---------------- | -------------- | ------------- |
| Hommes   | Rafael Gutierrez | Douglas Vieira | Lucas Alves   |
| Femmes   | Camila Nogueira  | Andrea Anjari  | Andrea Farias |